# جوراس (مترو باريس)
جوراس (بالفرنسية: Jaurès)‏ هي محطة مترو تابعة لمترو باريس تقع في فرنسا في الدائرة العاشرة في باريس.[بحاجة لمصدر]

## معرض صور

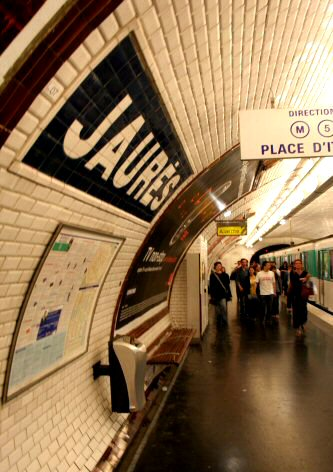
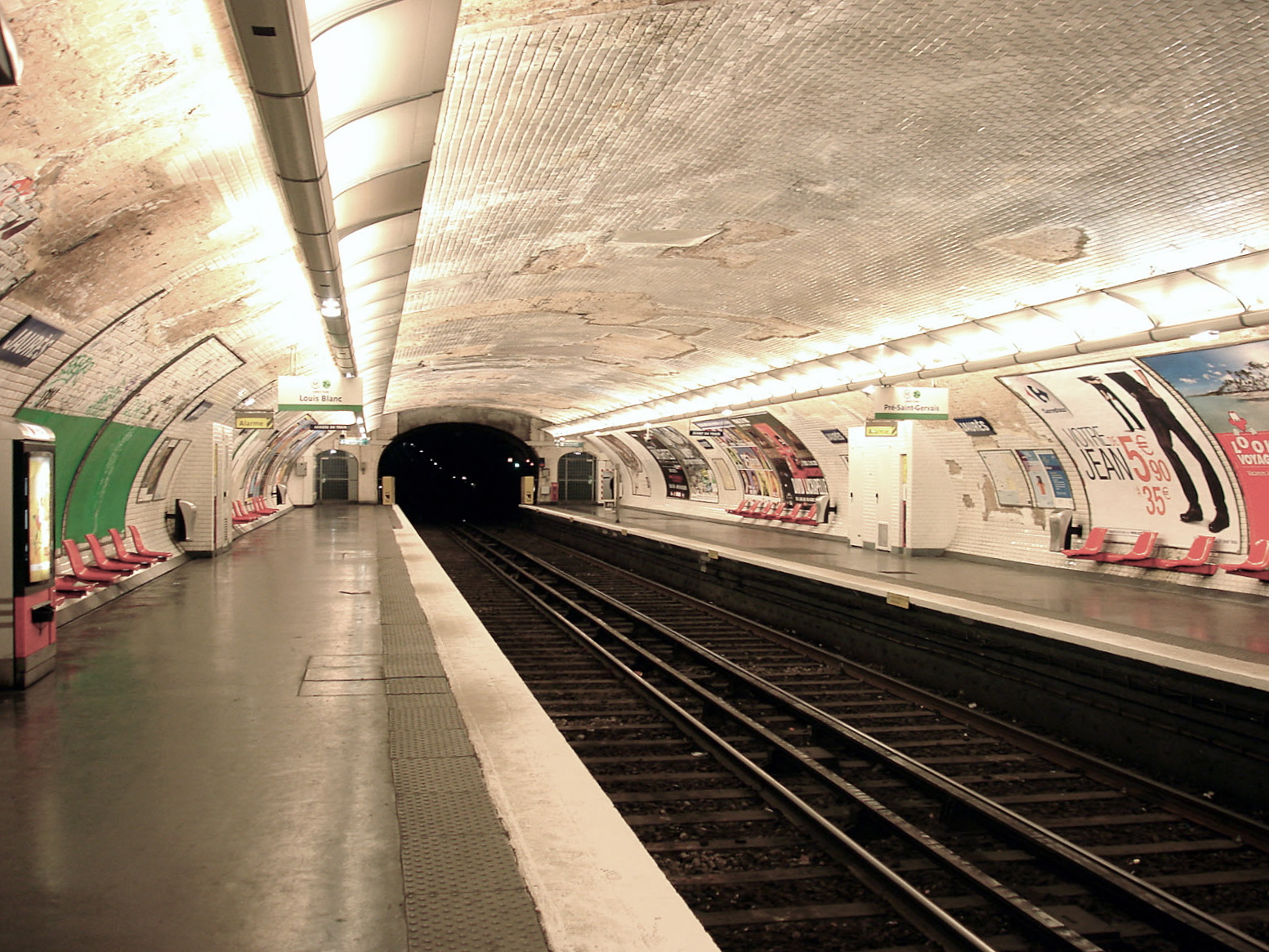
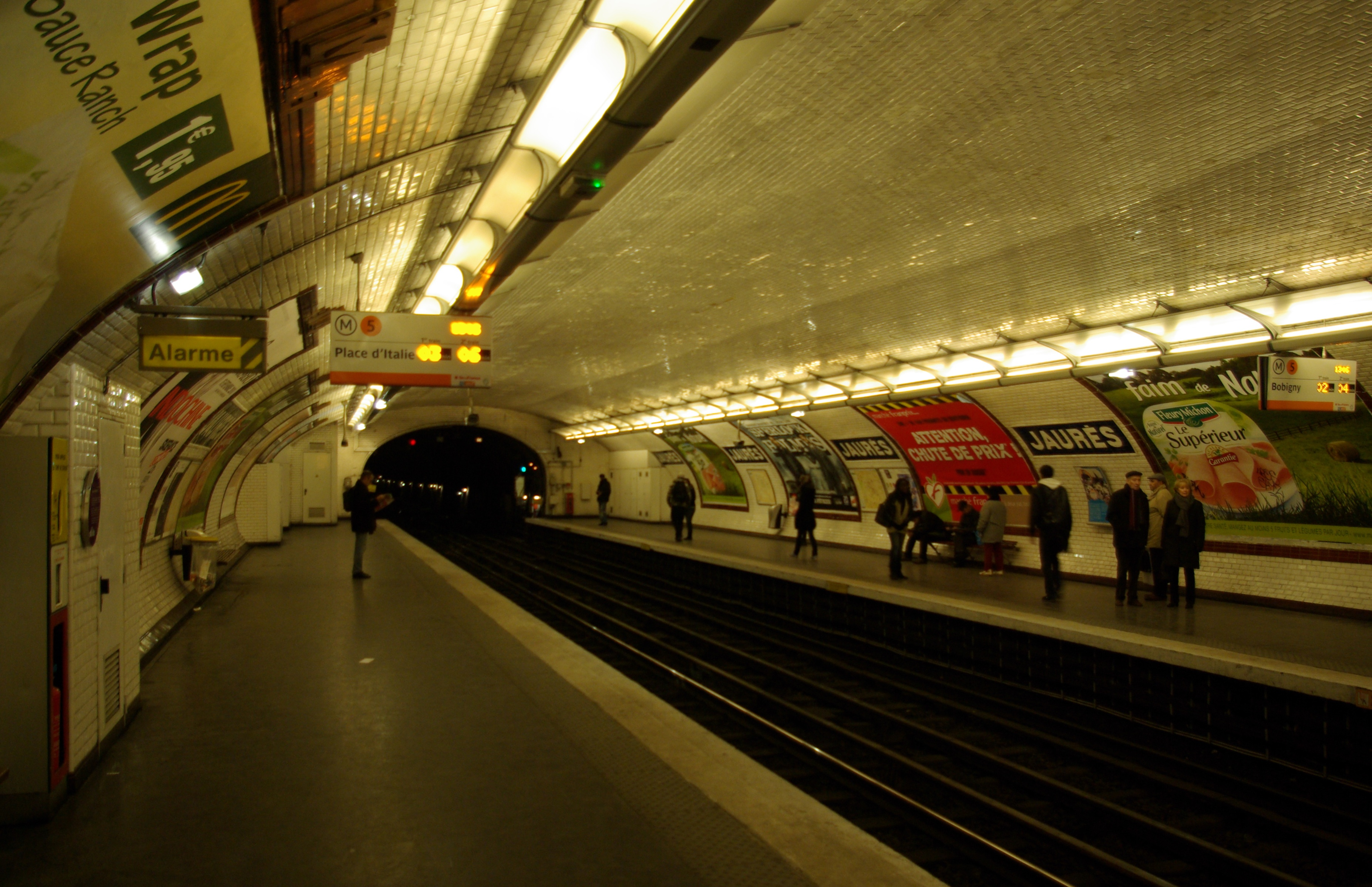
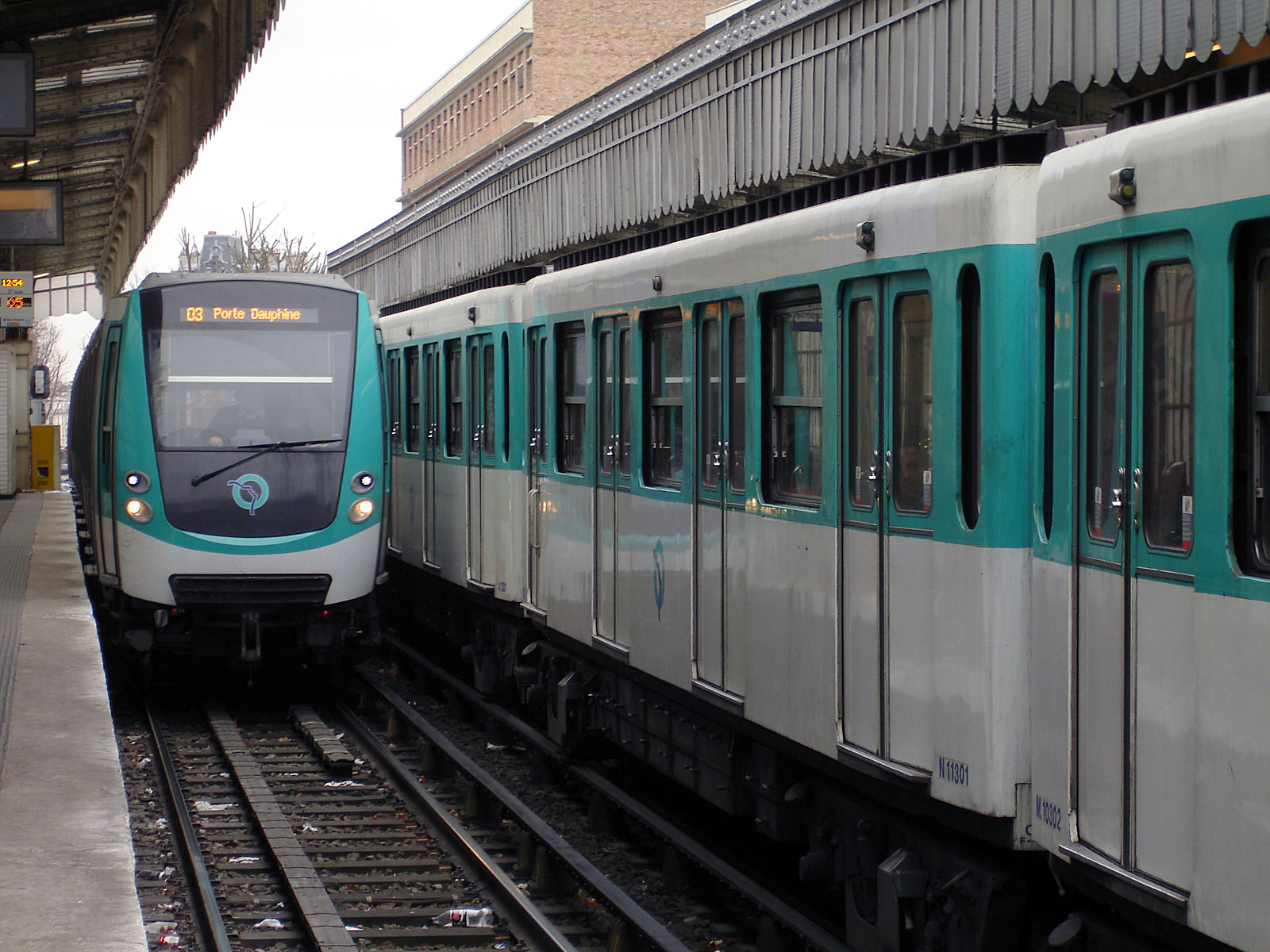